# Cocal (ort i Brasilien, Santa Catarina)
Cocal är en ort i Brasilien.   Den ligger i kommunen Cocal do Sul och delstaten Santa Catarina, i den södra delen av landet, 1 400 km söder om huvudstaden Brasília. Cocal ligger 73 meter över havet och antalet invånare är 13 303.
Terrängen runt Cocal är platt åt sydost, men åt nordväst är den kuperad. Runt Cocal är det ganska tätbefolkat, med 192 invånare per kvadratkilometer.. Närmaste större samhälle är Criciúma, 9,2 km söder om Cocal.
Omgivningarna runt Cocal är en mosaik av jordbruksmark och naturlig växtlighet.